# Saint-Pierre-en-Auge
Saint-Pierre-en-Auge is een gemeente in het Franse departement Calvados (regio Normandië). De plaats maakt deel uit van het arrondissement Lisieux. Saint-Pierre-en-Auge is op 1 januari 2017 ontstaan door de fusie van de gemeenten Boissey, Bretteville-sur-Dives, Hiéville, Mittois, Montviette, L'Oudon, Ouville-la-Bien-Tournée, Sainte-Marguerite-de-Viette, Saint-Georges-en-Auge, Saint-Pierre-sur-Dives, Thiéville, Vaudeloges en Vieux-Pont-en-Auge. Saint-Pierre-en-Auge telde op 1 januari 2022 7.265 inwoners.

## Geografie
De oppervlakte van Saint-Pierre-en-Auge bedroeg op 1 januari 2022 144,97 vierkante kilometer; de bevolkingsdichtheid was toen 50,1 inwoners per km².
De onderstaande kaart toont de ligging van Saint-Pierre-en-Auge met de belangrijkste infrastructuur en aangrenzende gemeenten.

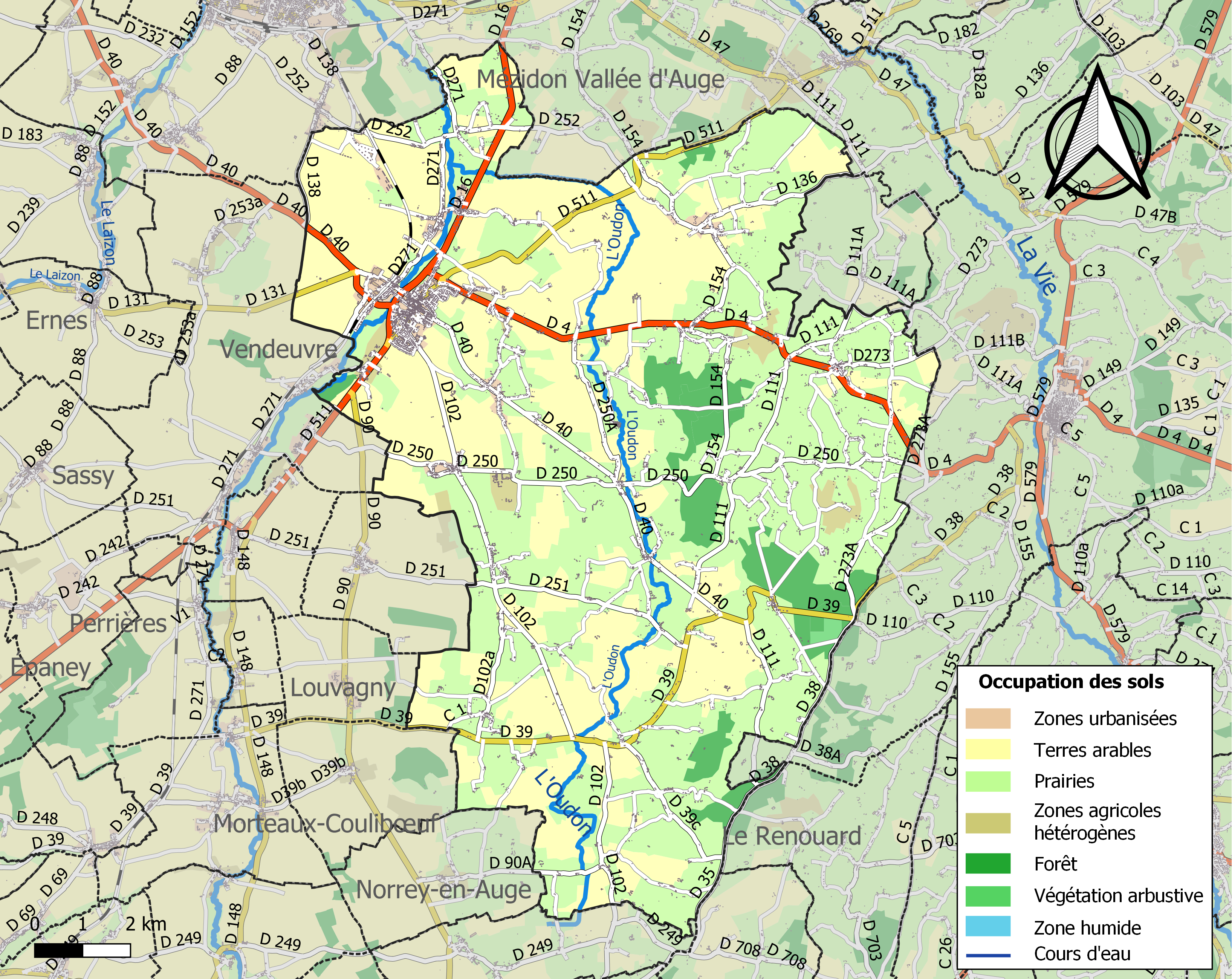

## Verkeer
In de gemeente ligt de spoorweghalte Saint-Pierre-sur-Dives.